# Universidad Cristiana de Abilene
 La Universidad Cristiana de Abilene (Abilene Christian University en inglés) es una universidad privada estadounidense fundada en 1906 y ubicada en Abilene, Texas. La universidad está asociada con las iglesias de Cristo, un grupo no denominacional de congregaciones independientes.

## Historia
A.B. Barret y Charles Roberson viajaban en un pequeño automóvil cerca del hogar de Barret en Denison, Texas. Se trasladaban a una reunión del evangelio cuando Barret le dijo a Roberson, "Censtruyamos una escuela en el oeste de Texas." Eso fue en 1903. En 1905, Barret, profesor en la Universidad Cristiana del Sudoeste en Denton, podo finalmente interesar a una iglesia. La iglesia de Cristo en Abilene crecía sólidamente, y después de que Barret predicara allí en diciembre de 1905, los miembros acordaron apoyar el proyecto. Barret pronto se movió al oeste y viajó en coche con su esposa y amigos para levantar más ayuda. El Coronel J.W. Childers, líder en la iglesia de Abilene, acordó vender a Barret un terreno que él poseía al oeste de ciudad. Redujo el precio inicial de $ 3.000 a $2.000 con la condición de que la escuela sería nombrada en su honor. El Childers Classical Institute abrió sus puertas al final de 1906, con 25 alumnos en su matrícula. A pesar de este acuerdo, la gente solía referirse al instituto como "Abilene Christian College," y en 1909 se ve la primera representación oficial de este nombre, en una carta solicitando donativos; en mayo de 1911, el presidente del incipiente instituto anunció un cambio al título como "Abilene Christian Training School" (Escuela de Entrenamiento de Abilene), aunque oficialmente el nombre de Childers persistía aún. Cox no llegó a servir como presidente, cediendo ese título a su hermano A. B. cuando su esposa cayoó gravemente enferma poco antes del empiezo de clases. 
Uno de los presidentes de la universidad más recordados, Jesse P. Sewell, se encargó de su liderazgo en 1912, trayendo un cambio oficial al nombre de Abilene Christian College, que duró medio siglo. La escuela superior se convirtió en esta época (1914) en un "junior college," una designación que indica estudios de dos años culminado en un título de asociado.
En 1929 se trasladó al sitio actual. En 1976, fue certificada como universidad y adoptó el nombre actual Abilene Christian University, en reconocimiento por haber agregado programas superiores. Hoy se considera una institución a nivel de maestría, no obstante que ofrece un programa doctoral para el ministerio cristiano.

## Campus

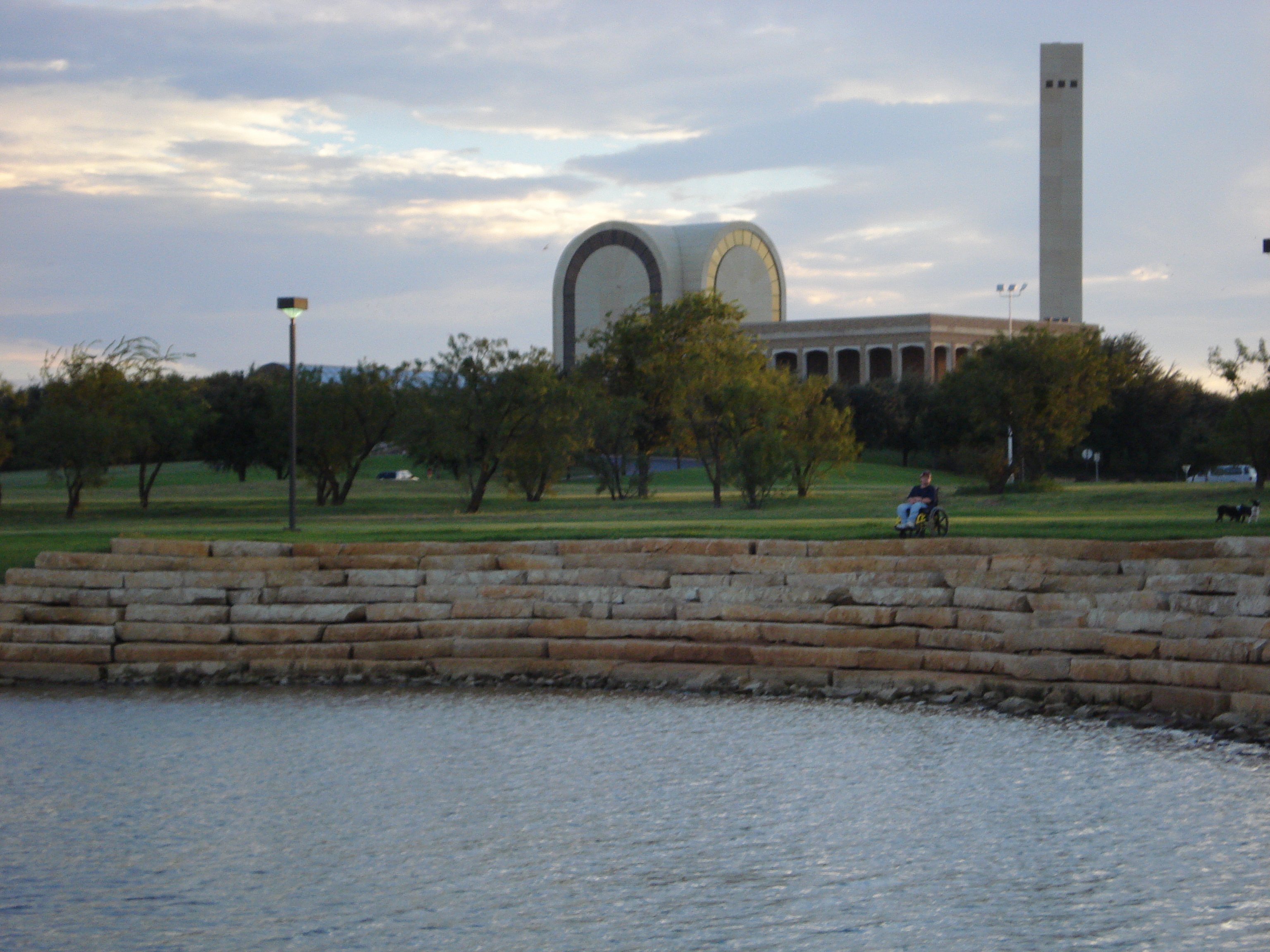

El campus de 1929 contó con unos ocho edificios principales que todavía forman parte del sitio. Estos edificios incluyen el Edificio Administrativo, o Administration Building ("Ad Building"), que sirvió durante décadas como el edificio académico principal; Chambers Hall, hasta hace poco el sitio de los programas de psicología, pedagogía, y literatura y lenguaje en inglés; Zona Luce Hall, sede actual de estudios de agricultura y ganadería; Bennett Gymnasium, el gimnasio antiguo; y dos residencias estudiantiles, Zellner Hall para mujeres y McDonald Hall para hombres. McDonald continúa como residencia hoy, pero Zellner se ha convertido a otros usos.
Su emblema es el "Wildcat" y el himno es "Oh, Dear Christian College" (o sea, "O, querida escuela cristiana"), que se canta sin acompañamiento instrumental, en acuerdo con las creencias tradicionales de las iglesias de Cristo.
La universidad tiene diversos programas de estudio en el extranjero, inclusive en Torreón, México; Montevideo, Uruguay; y Oxford University en el Reino Unido, además cursos ocasionales en Europa y Asia. También colabora con el Council of Christian Colleges and Universities para ofrecer oportunidades de programas externos en China, Rusia, el Medio Oriente, y Costa Rica. Aparte de estos programas académicos, muchos estudiantes participan en programas de entrenamiento y servicio de misiones religiosas o humanitarias en países alrededor de mundo, de corto o largo plazo. La facultad de Estudios Bíblicos generalmente cuenta con uno o más misioneros en residencia, que enseñan clases enfocadas en tales esfuerzos.
Los estudiantes participan diariamente en servicios devocionales, un programa que se llama "Asamblea" pero que popularmente retiene su designación original, "Chapel" ("Capilla"). Inicialmente, se reunían en Sewell Theatre, el teatro del campus 1929, pero con la construcción de Moody Amphitheatre en 1968, los servicios se mudaron a dicho edificio, que acomoda hasta 10 000 personas. 
En la década de los 80, ACU empezó un programa ambicioso de construcción que agregó los edificios que hoy sirven de sede para la Facultad de Estudios Empresariales y la Facultad de Estudios Bíblicos. En la última década, la universidad ha agregado edificios nuevos y extensos para los programas de Artes Visuales e Interpretivos y la Facultad de Educación.

## Organización
ACU brinda a sus estudiantes la opción de más de 60 carreras que incluyen más de 100 áreas de estudio, 27 programas de maestría y un programa de doctorado (D.Min., o sea, doctorado del ministerio). 
Entre graduados que solicitan entrar en las escuelas de medicina, son aceptados al doble de frecuencia que el promedio nacional. También se destaca su programa de periodismo; ACU es una de tan sólo cinco universidades privadas en los Estados Unidos con programa de periodismo acreditado. Este programa empezó con el establecimiento en 1913 de su periódico, The Optimist (El Optimista), que ha ganado innumerables premios durante sus nueve décadas de existencia.

## Deportes
ACU compite en la Southland Conference de la División I de la NCAA. 

## Clubes sociales
En lugar de fraternidades o sororidades sociales helénicas nacionales, los estudiantes forman "clubes sociales" masculinos y femeninos. Los clubes masculinos más antiguos son Sub-T 16, Trojans, Galaxy y Frater Sodalis; los clubes femeninos de más larga historia son GATA (fundada como "Girls' Aid to Athetics", un grupo de apoyo a los atletas), Delta Theta, y Ko Jo Kai (cuyo nombre viene del japonés para "pequeño club de mujeres").

## Tradiciones
- Lectureship. Empezado en 1918, este programa anuario convoca miles de personas para discursos y talleres en tópicos religiosos conectados con un tema bíblico que cambia cada año. En 2006, se cambió de su tiempo histórico de mediados de febrero a un nuevo puesto en septiembre, en parte para dispersar los eventos que traen más visitantes al campus (véa Sing Song, siguiente) y también para disfrutar del clima más estable y placentero del otoño.
- Sing Song. Desde 1957, este concurso anuario ha ofrecido un popurrí de interpretaciones musicales estudiantiles. Originario en una idea para juntar fondos por medio de la tradición a capella de las iglesias de Cristo, el evento hoy día incluye varios grupos estudiantiles cantando mezclas variadas de música popular con letra satírica tratando de un tema central (por ejemplo, bomberos, pasitas, Carmen Miranda) y vestidos en disfraces pertinentes al tema de la parodia.[6][7]
- Spring Break Campaigns. Cada año, durante las vacaciones de primavera, cientos de estudiantes participan en programas misioneros y/o serviciales de 7 á 10 días en varias partes de los Estados Unidos y, a veces, en otros países cercanos.[6]
- Homecoming. Como la mayoría de universidades residenciales en los EE. UU., en octubre la universidad invita a sus alumnos egresados a volver a visitar al campus para reuniones, un desfile, y una obra de teatro musical interpretada por los estudiantes.[6]